# Анагліф

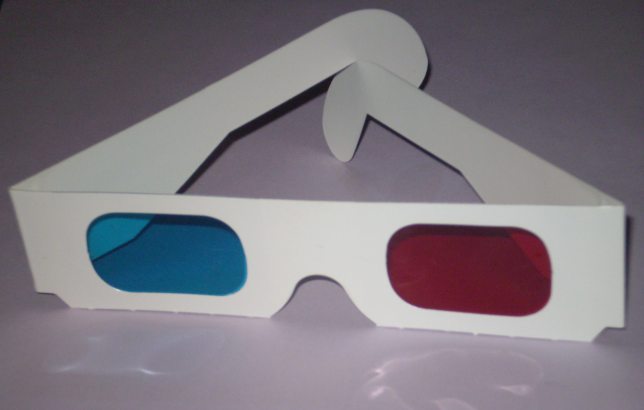
Картонні анагліфічні окуляри

Анагліф (від грец. anáglyphos — рельєфний) — метод отримання стереоефекту для стереопари звичайних зображень за допомогою колірного кодування зображень, призначених для лівого та правого ока. Для отримання ефекту необхідно використовувати спеціальні (анагліфічні) окуляри, в яких замість діоптрійних лінз вставлені спеціальні світлофільтри (зазвичай, для лівого ока — червоний, для правого — блакитний чи синій).
Стереозображення являє собою комбінацію зображень стереопари, в якій в червоному каналі зображена картинка для лівого ока (правий її не бачить через світлофільтр), a в синьому — для правого. Тобто кожне око сприймає зображення, забарвлене в колір, відповідний кольору світлофільтру в окулярах.

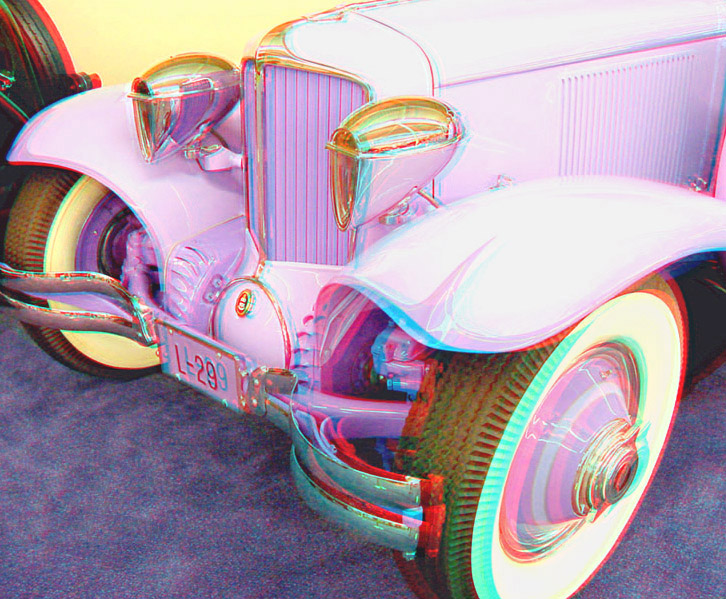
Приклад Анагліфічних зображення (червоний — лівий, блакитний — правий фільтр) Для правильного перегляду цього зображення потрібні 3D-окуляри.

Основним недоліком анагліфічного методу є неповна передача кольору. Сформоване об'ємне зображення завдяки ефекту бінокулярного змішування кольорів сприймається однотонним або (при певному співвідношенні яскравостей) ахроматичним. Адаптація спостерігача до специфічних умов сприйняття відбувається достатньо швидко. Проте після навіть короткого (близько 15 хв.) перебування в анагліфічних окулярах у спостерігача на тривалий (близько півгодини) час знижується колірна чутливість та виникає відчуття дискомфорту від сприйняття звичайного (не червоно-блакитного) світла.

## Створення анагліфів

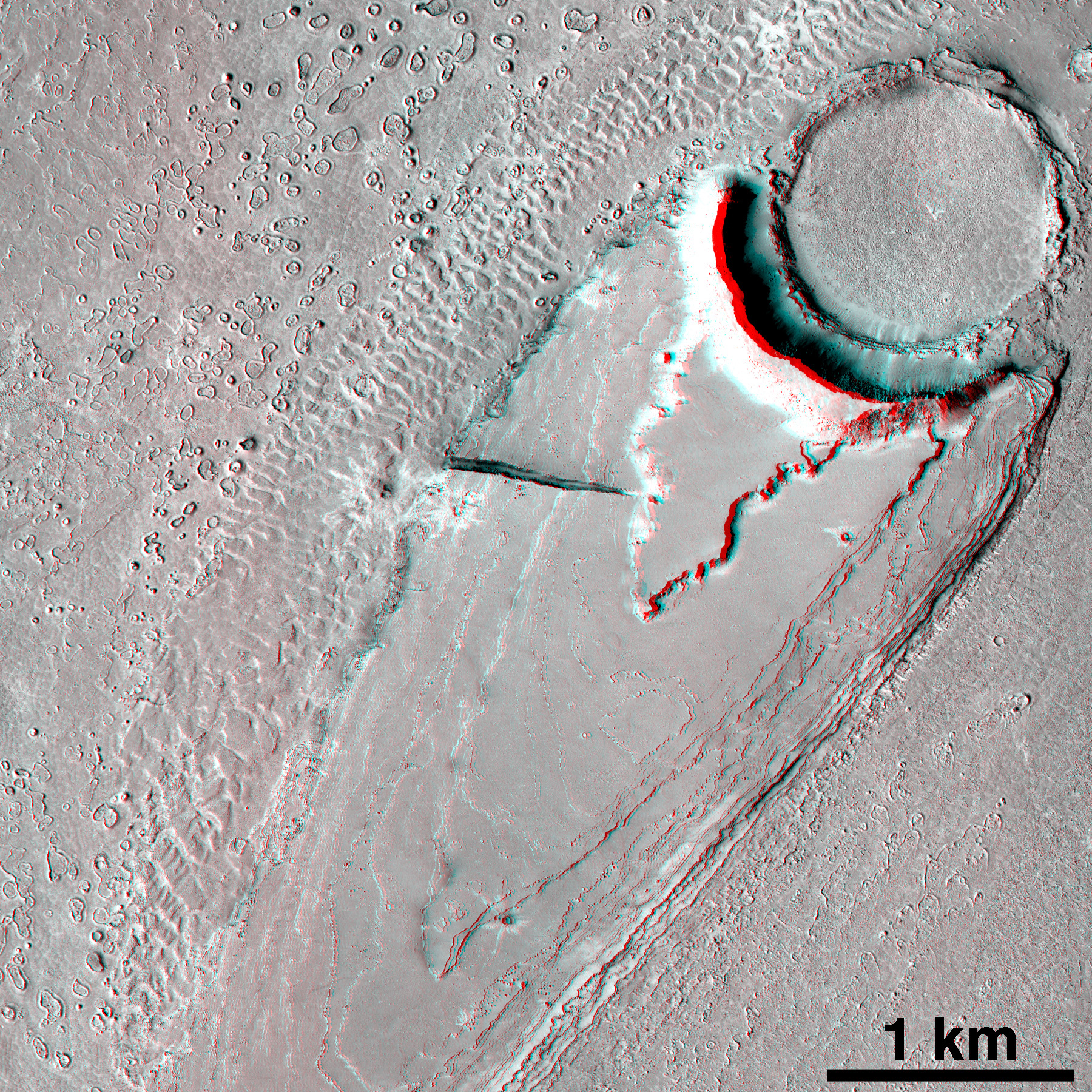
Поверхня Марса

У старих методах з використанням знімальних світлофільтрів та плівки зображення для правого та лівого ока друкувалися або відтворювалися як проєкція як єдине зображення, або ж два зображення через спеціальні світлофільтри, що потрапляли на одну плівку. Одне пропускалося через червоний фільтр, а інше через фільтр кольору, що контрастує — синього, зеленого або бірюзового. Як підкреслюється нижче, зараз можливо, переважно з використанням комп'ютерних програм, імітувати використання колірних фільтрів. При цьому за основу можна брати як пару монохромних, так і кольорових зображень. З 70-х років Стівен Гібсон запропонував свою патентовану систему «Діп віжн» (англ. Deep Vision), яка використовує замість зелених — бірюзові фільтри. Це дозволяє досягти більш натуральних кольорів, оскільки кольори покривають майже весь видимий спектр. Найсильніше спотворюється червоний колір: виглядає майже чорним, найменше зелений. Окуляри «Діп віжн» мають червоний світлофільтр праворуч та бірюзовий ліворуч або рожевий/синьо-зелений (щоб обійти патент Гібсона, деякі компанії випускають червоно-бірюзові окуляри зі світлофільтрами, розташованими у зворотному порядку).
Основні засоби для створення анагліфів є в популярному професійному програмному забезпеченні, наприклад в Adobe Photoshop, StereoPhoto Maker, Blender. Інструкцій щодо створення анагліфів в офіційних інструкціях користувача не наводиться, але їх можна знайти на різних сайтах, що пропонують безкоштовні інструкції для графічних редакторів. Однак у більшості таких інструкцій замовчується, що внаслідок спроби зробити анагліф з одного кадру буде отриманий «псевдоанагліф» без стереоефекту, оскільки у одержуваної стереопари відсутній паралакс. Суть полягає в тому, що колір для кожного ока ставиться в RGB і якщо окуляри 3D, то рожева картинка роздвоїться на два ока, оскільки в RGB рожевий — це червоний + блакитний, а синьо-зелений = блакитний + зелений. Також існують прості дешеві програми для створення анагліфів. Наприклад, безкоштовний Stereo Photo Maker може створювати якісний анагліф (і не лише анагліф) для будь-яких типів окулярів автоматично. Останнім часом при використанні простих підходів із зображення для лівого ока фільтруються синій та зелений кольори.

## Застосування в науці

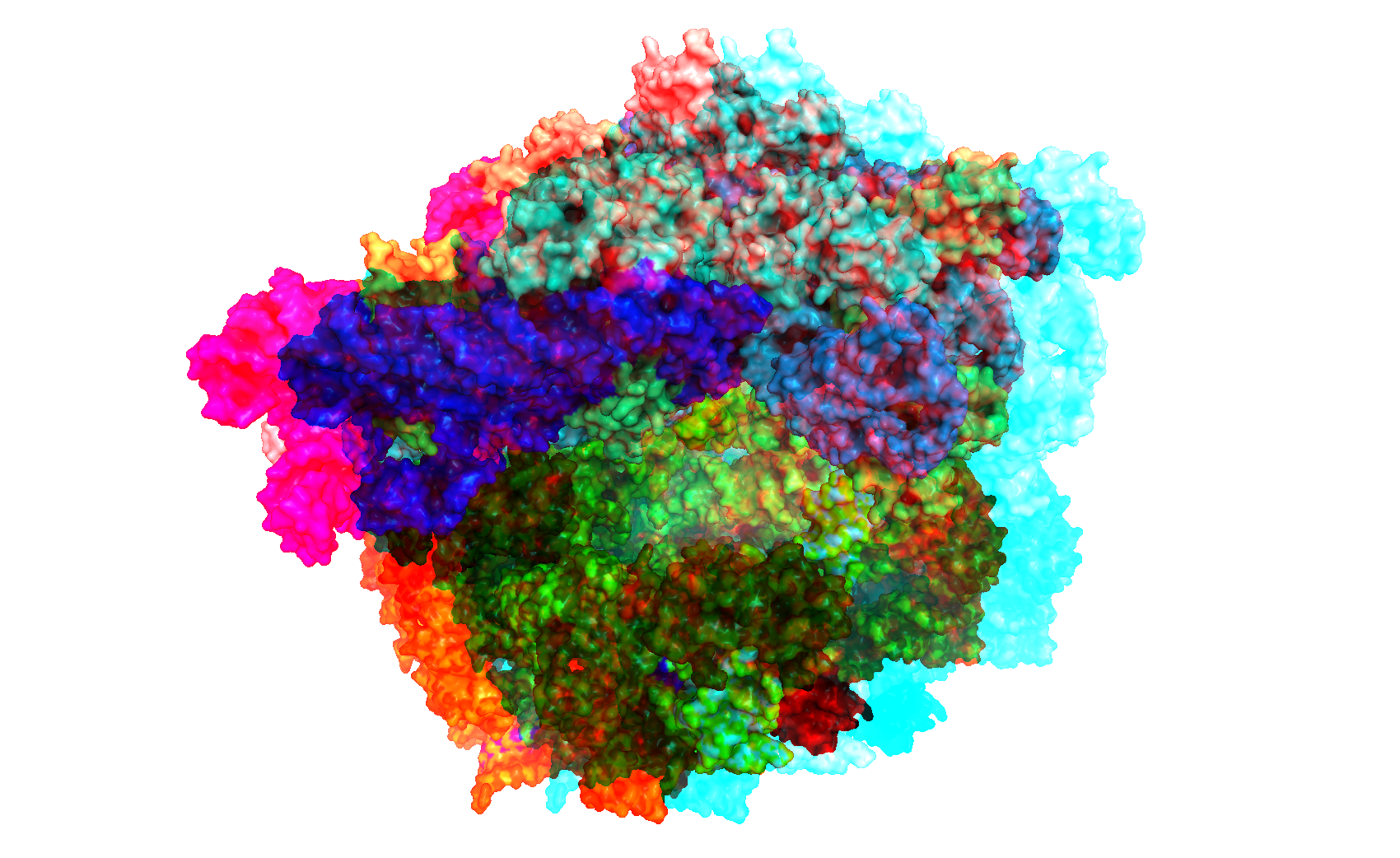
Анагліфічне зображення рибосоми

Анагліфічні зображення застосовуються для зображення моделей хімічних молекул: білків, РНК, тощо.

## Застосування в телебаченні
В 1975–1978 роках ленінградський телецентр проводив дослідні трансляції кольорового стереозображення з використанням анагліфічного методу. Експерименти проводилися спільно з кафедрою телебачення ЛЕІЗ.

## Статті
- Поляков А. Ю. Третій вимір фотографії. Частина перша [Архівовано 7 листопада 2014 у Wayback Machine.]
- Поляков А. Ю. Третій вимір фотографії. Частина друга [Архівовано 7 листопада 2014 у Wayback Machine.]